# 교황 레오 8세
레오 8세(라틴어: Leo PP. VIII, 이탈리아어: Papa Leone VIII)는 제132대 교황(재위: 963년/964년 ~ 965년 3월 1일)이다. 963년부터 964년까지 교황 요한 12세와 교황 베네딕토 5세에 대항하는 대립교황으로 재임한 전력이 있다. 신성 로마 제국의 황제 오토 1세에 의해 교황으로 선출된 그는 하루 사이에 모든 성직품을 받고 교황좌에 올랐다.

## 약력
로마의 클리부스아르젠타리우스 인근 지역에 태어난 레오는 귀족 집안의 요한이라는 사람의 아들이며, 교황 서기관으로 근무하였다. 비록 평신도였지만, 교황 요한 12세가 재임한 시절에 그는 서기관들을 양육하는 로마 공립학교들의 책임자를 역임하였다. 963년 그는 요한 12세에 의해 이탈리아 왕 베렌가리오 2세가 있는 움브리아의 성 레오 성을 포위 공격하고 있었던 신성 로마 제국 황제 오토 1세에게 사절단의 일원으로 파견되었다. 요한 12세는 사절단을 통해 교황령의 도시들에게 교황이 아니라 황제에게 충성을 맹세할 것을 요구한 오토 1세의 행위를 비판하도록 한 것은 물론 교황청의 부패와 권력 남용을 바로 잡기 위해 노력하고 있다는 점을 설명하여 황제를 안심시켰다.
오토 1세가 요한 12세를 교황직에서 폐위시키기 위해 로마에 입성했을 당시 레오는 교황 서기관으로 임명되었다. 오토 1세에 의해 소집된 시노드에서는 티볼리로 달아난 요한 12세를 교회법을 무시하고 폐위시켰으며, 새로운 후임자를 모색했다. 그리하여 963년 12월 4일 오토 1세의 추천에 따라 평신도였음에도 불구하고 레오가 새 교황으로 선출되었다. 그리하여 레오는 당시 평신도였기 때문에 오스티아의 주교급 추기경인 시코에 의해 단 하루 만에 수문품, 독서품, 시종직, 차부제품, 부제품, 사제품을 모두 받아 사제가 되었으며, 이틀 후인 963년 12월 6일에는 주교로 서임되어 교황좌에 착좌하였다. 한편 요한 12세는 권좌에서 쫓겨났지만, 로마에는 여전히 그에 동조하는 사람들이 많이 있었다. 그는 로마의 귀족들에게 봉기를 일으켜 오토 1세를 물리치고 레오 8세를 죽일 것을 요구하며 그 대가로 엄청난 양의 뇌물을 주었다. 그리하여 964년 1월 초에 로마인들이 대거 봉기를 일으켰지만, 오토 1세의 군대에 의해 바로 진압되었다. 로마 귀족들과의 관계 개선을 희망했던 레오 8세는 오토 1세를 설득하여 인질로 잡은 로마인 귀족들의 가족들을 풀어 주도록 하였다. 하지만 오토 1세가 964년 1월 12일에 로마를 떠나자마자, 로마인들은 다시 봉기를 일으켰다. 그리하여 레오 8세는 964년 2월경에 로마를 빠져나와 오토 1세에게 달려가 피신하였다.
그 해 2월 로마로 귀환한 요한 12세는 즉각 시노드를 소집하였다. 시노드에서 그는 964년 2월 26일 레오 8세를 교황직에서 폐위시킴과 동시에 파문하였다. 그동안 레오 8세는 오토 1세의 곁에 머물러 있었다. 964년 4월 요한 12세가 선종하자, 로마인들은 후임자로 교황 베네딕토 5세를 선출하였다. 그러자 오토 1세는 레오 8세를 데리고 군대를 이끌고 와서 로마를 포위 공격했다. 그리고 로마인들이 결국 오토 1세에게 항복하면서, 레오 8세는 라테라노 궁전에서 교황으로 다시 즉위하였다.
이후 베네딕토 5세는 교황 예복을 입은 채 자신의 지지자들과 함께 레오 8세 앞으로 불려나왔다. 레오 8세는 베네딕토 5세에게 자신이 엄연히 아직 살아있는데 어째서 베드로좌에 앉으려 했는지에 대해서 추궁하였다. 그러자 베네딕토 5세는 “만약 제가 죄를 지었다면, 부디 저에게 자비를 베풀어 주십시오.”라고 선처를 부탁했다. 오토 1세로부터 복종을 맹세하면 목숨은 보존해 주겠다는 약속을 받은 베네딕토 5세는 레오 8세의 발 앞에 엎드려서 자신의 죄를 인정했다. 레오 8세에 의해 소집된 시노드에서는 베네딕토 5세의 주교품을 무효화하고, 그의 어깨에 걸친 팔리움을 강제로 벗겨냈다. 그리고 그의 주교 지팡이는 레오 8세에 의해 파괴되었다. 하지만 오토 1세의 중재 덕분에 베네딕토 5세는 부제품만은 유지하는 것을 허락받았다. 시노드 이후 로마의 귀족들은 더불어 성 베드로의 무덤 앞에 서서 앞으로는 레오 8세에게 순명하겠다고 맹세했으며, 오토 1세는 964년 6월 말에 로마를 떠났다.
오토 1세의 비호 아래 레오 8세는 교황직을 수행하는데 별다른 어려움이 없었다. 레오 8세는 교황으로서 잘못된 정책들을 내놓은 것이 많았는데, 그 가운데 대부분은 오토 1세와 그의 후계자들에게 각종 특권을 세부적으로 부여하는 것을 허용하는 정책들이었다. 그 중 일부를 살펴보자면, 독일 황제들에게 후임 교황과 이탈리아 왕국의 차기 국왕의 즉위를 허용할 권리를 인정하는 것과 모든 교황과 대주교, 주교는 주교좌 착좌 전에 황제로부터 먼저 허락을 받아야 한다는 것이었다. 심지어 레오 8세는 피핀 3세와 카롤루스 대제가 사도좌에 선사한 교황령의 모든 영토를 오토 1세에게 넘겨주어야 한다는 주장까지 펼쳤다. 레오 8세가 자신을 후원한 황제에게 각종 이권을 넘긴 것은 확실하며, 그 때문에 서임권 투쟁 당시 황제파에서 자신들의 주장을 내세우기 위한 근거로 그가 내린 교서들을 제시했다. 하지만 레오 8세의 교서들은 시간이 흐르면서 그 내용이 매우 많이 변조되었기 때문에 본래 내용이 어떠했는지 복원하는 것은 사실상 불가능하다고 여겨진다.
레오 8세는 965년 3월 1일에 선종했으며, 후임으로 교황 요한 13세가 선출되어 즉위하였다. 《교황 연대표》에서는 그를 공경할 만하고, 열정적이며, 고결한 사람으로 묘사하고 있다. 또한 그의 이름을 딴 거리들이 조성되기도 했다.

## 교황으로서의 정통성
레오 8세는 수년 간 대립 교황으로 간주되었지만, 현재 그의 지위에 대해서는 여전히 혼란이 이루어지고 있다. 교황청 연감은 레오 8세의 재임에 대해 다음과 같은 사실을 말하고 있다.
“이 때 우리는 11세기 중반에 재차 반복된 것과 마찬가지로, 여러 교황의 난립적인 선출을 목격하게 된다. 이러한 교황 선출에 대해 역사적 기준들과 신학 및 교회법상 규정들을 종합해 볼 때, 어느 쪽이 정통성을 지녔으며 누가 실제로 성 베드로의 온전하고 합법적인 사도적 계승을 보장하는지 여부를 분명하게 결정할 수 없게 되었다. 몇몇 사안에서 보이는 불확실성 때문에 교황 목록에서 교황의 대수를 표기하는 것을 포기하는 것이 바람직하다는 결론을 내리게 되었다.”
당초 레오 8세의 선출은 교회법에 어긋나는 것이었기 때문에 베네딕토 5세가 강제로 폐위되기 전까지만 해도 그가 대립 교황이었다는 것은 사실로 받아들여지고 있다. 뿐만 아니라 요한 12세의 폐위는 교회법적으로 무효인 데다가 베네딕토 5세의 선출은 확실히 교회법에 따른 정당한 절차였다. 하지만 이 시기에 일어난 사건들을 연대순으로 기록한 크레모나의 리우트프란트의 주장에 따른다면, 베네딕토 5세는 자신의 폐위를 자유의지로 받아들였고, 이후 레오 8세에 대해 더 이상 반대가 없었던 점을 미루어 보건대 그가 964년 7월부터 선종한 날인 965년까지는 진정한 교황으로 볼 수 있다는 것이 역사적으로 합의되었다. 훗날 레오라는 이름을 계승한 후임 교황이 레오 9세라고 명명된 것을 봤을 때도 레오 8세가 진정한 교황으로 인정된다는 점을 알 수 있다.